# منزل صادق هدايت
منزل صادق هدايت (بالفارسية: خانه آقازاده) هو منزل تاريخي يعود إلى عصر القاجاريون، ويقع في طهران.